# Federico Álvarez Arregui
Federico Álvarez Arregui (San Sebastián, 19 de febrero de 1927-Ciudad de México, 18 de mayo del 2018) fue un escritor, traductor, editor, ensayista, docente y crítico literario español nacionalizado mexicano.

## Biografía

### Infancia: la familia y el exilio
Federico Álvarez —hijo de Francisco Fermín Álvarez, miembro fundador de la Izquierda Republicana, y María Luisa Arregui— vivió el 18 de julio de 1936 el inicio de la guerra civil española. Al término del conflicto, el 9 de agosto de 1940, salió con su hermana Tere al exilio a bordo del barco Magallanes con destino a Cuba. Ahí se reunirían con sus padres y su hermano menor Eugenio.

### Juventud: educación, posturas  políticas, activismo y docencia
A los 18 años, comenzó sus estudios en ingeniería en la Universidad de La Habana; poco tiempo después, ingresaría al Partido Comunista Cubano. En el Instituto Hispano-Cubano de Cultura conoció al poeta cubano Roberto Fernández Retamar (1930). 
Durante su estancia en Cuba, se formó y sensibilizó en diversos ámbitos, como la filosofía política y la oratoria. A muy temprana edad, empezaría su militancia en la Juventud Socialista Unificada, donde se encontró con José Puertolas y José Juanes Año. Comienza la práctica docente en los círculos de estudios.   
En 1947, inicia un nuevo viaje junto a varios exiliados como Arturo Souto Alabarce, Rafael y Tomás Segovia, Ramón Xirau, José de la Colina, Carlos Blanco Aguinaga, Luis Rius, Manuel Durán, José Pascual Buxó, César Rodríguez Chicharro y Carlos Bosch García a la Ciudad de México. Continúa sus estudios en la Facultad de Ingeniería, donde al lado de José Vivar Valderrama funda la revista Columnas. Tiempo después, se matricula en la Facultad de Filosofía y Letras en la Universidad Nacional Autónoma de México, donde se licencia en estudios latinoamericanos. En 1954, contrae matrimonio con Elena Aub Barjau, hija del escritor Max Aub; en agosto de 1955, nace su primer hijo, Federico David, y en 1958, su hija Teresa. Entre 1959 y 1961, el matrimonio forma parte del Movimiento Español (ME/59), que buscaba llenar de sentido la condición de exiliado.

### Adultez: periodismo, edición, docencia y traducción
Al tiempo, mientras completaba su formación universitaria, Federico Álvarez fue contratado por la UNAM para impartir clases de literatura española. Fungió como crítico literario en diversas publicaciones mexicanas, como Diorama de la Cultura, de Rodríguez Toro, y en los suplementos de Fernando Benítez; entre 1963 y 1965, tenía una columna: Los libros al día, en la Cultura de México de Siempre!, que dirigía Jospe Pagés Llergo, ahí compartiría espacio con José Emilio Pacheco (1963-2014) y Huberto Bátiz (1964). También, colaboraría en la Revista de la Universidad, de la UNAM. 
Entre 1964 y 1965, fue miembro del Consejo Editorial de la Revista Mexicana de Literatura. Se licenció en letras en 1965, con la tesis Orígenes y trayectoria del romanticismo hispanoamericano: situación de la novela. Ese mismo año, regresó a Cuba, contratado como profesor de Investigaciones Literarias por la Universidad de La Habana, institución en la que permaneció hasta 1971. Durante este periodo, desarrolló en Cuba una actividad cultural incansable y de plena identificación con las ideas revolucionarias cubanas.
Fue consejero y editor del Instituto Cubano del Libro y colaborador de la Casa de las Américas. Regresó a España en 1971 e inicialmente trabajó en las editoriales Santillana y Altea. Posteriormente, fue contratado como director del Fondo de Cultura Económica, con el fin de relanzar la editorial en España. Impartió cursos y conferencias en diversas instituciones de educación superior nacionales y extranjeras como la Universidad Autónoma de Guadalajara, el Ateneo de Madrid, la Universidad Complutense, la Universidad Menéndez Pelayo, el Instituto Internacional Williams College y la Universidad de California.
En 1982, volvió definitivamente a México y comenzó su trabajo como docente en la Facultad de Filosofía y Letras. En la UNAM, hizo sus estudios de posgrado y se tituló como maestro en Letras Hispanoamericanas con la tesis El eclecticismo en la literatura iberoamericana y como doctor en Filosofía presentando Marxismo, eclecticismo y pos(trans)modernidad.
En México, se dedicó también a labores editoriales, en Siglo XXI, y periodísticas, como colaborador semanal en el diario Excélsior (trabajo recopilado en Vaciar una montaña). También, fue director de La Revista de Bellas Artes, del Centro de Bellas Artes, de México en el Arte y de la Revista de Literatura Mexicana del Centro de Estudios Literarios del Instituto de Investigaciones Filológicas de la UNAM. Fue profesor y conferencista en diversas universidades americanas y españolas, y colaborador en distintas publicaciones de América y Europa, y llegó a ser autor de un importante número de artículos y estudios críticos. Se considera igualmente significativa su labor traductora de grandes figuras de la teoría literaria, tales como Tzvetan Todorov y Georg Lukács. 
Fue docente en Teoría Literaria en  la Facultad de Filosofía y Letras de la UNAM.

## Obra

### Literarias
- Una vida. Infancia  y juventud  (2013)

### Periodísticas
- Vaciar una montaña. (134 glosas aparecidas en el Excelsior)  (2009)

### Académicas
- "¿Romanticismo en Hispanoamérica?", Actas del Tercer Congreso Internacional de Hispanistas (1970)
- "Larra en España y en América" en Mariano José de Larra (1979)

- Periodista Andrés Bello (1981)
- "El debate del Nuevo Mundo" en América Latina: Palavra, Literatura e Cultura (1994)
- "Los otros libros, la otra literatura" en La lengua española y los medios de comunicación (1998)
- Los nombres sin tumba  (2000)
- "Vida y regreso del exilio" en La cultura del exilio vasco (2000)
- "Cincuenta años después" en Eugenio Imaz: asedio a un filósofo (2002)
- La respuesta imposible: eclecticismo, marxismo y transmodernidad (2002)
- "Identidad y exilio" en Los hijos del exilio vasco: arraigo o desarraigo (2004)

### Como  editor
- Voces españolas de hoy (1965)
- Aub, Max, Conversaciones con Luis Buñuel. Seguidas de 45 entrevistas con familiares, amigos y colaboradores del cineasta aragonés (1984)
- Sánchez Vázquez, Adolfo, Los trabajos y los días (Semblanzas y entrevistas) (1995)

### Como traductor
- Lukács, György Szegedi, Significación actual del realismo crítico (1963)
- Todorov, Tzvetan, Frente al límite (1991)

### Como prologuista
- Cela,Camilo José, La familia de Pascual Duarte (1968)
- Unamuno, Miguel de, Niebla (1999)
- Sánchez, Vázquez, Adolfo, Incursiones literarias (2008)

## Reconocimientos
- Premio Universidad Nacional (PUN), en el área Docencia y Humanidades, otorgado por la UNAM en 2003.
- Medalla de la Amistad entre los Pueblos otorgado por el Consejo de Estado de la República  de Cuba en 2004.
- Distinción por la Cultura Nacional por el Ministerio de Cultura de la República de Cuba en  2006.